# Maximilien Marie
Pour les articles homonymes, voir Marie.
Compléments
Maximilien est frère cadet de Clotilde de Vaux
Maximilien Marie, né le 1er janvier 1819 Paris et mort le 27 avril 1891 à Châtillon, est un polytechnicien et mathématicien français.

## Famille
Maximilien Marie est le fils d'un modeste capitaine d'infanterie, Simon Marie (1775-1855) et de Henriette Joséphine de Ficquelmont (1780-1843), pauvre, mais de la plus authentique noblesse lorraine. 
La situation de son père, le capitaine Marie, au début de la Restauration, est presque misérable pour un foyer qui compte trois enfants : Clotilde, (née en 1815), Maximilien, (né en 1819) et Léon (né en 1820). Pour l’aider, on lui donne une perception à Méru dans l'Oise.
C'est dans la maison de la perception de Méru que Maximilien passe son enfance au côté de sa sœur aînée et de son frère cadet Léon qui deviendra aussi polytechnicien puis officier et sera tué en 1860 à la bataille de Palikao.
Le 20 janvier 1844, âgé de vingt-cinq ans, il épouse à Mâcon (Saône-et-loire), Philiberte Félicité Aniel, âgé d'à peine quinze ans, avec laquelle il aura un fils : Léon, né en  1845, qui sera aussi polytechnicien puis capitaine d'artillerie (1871), membre de l'état-major de l'artillerie (1875) et du 12e bataillon d'artillerie, mort le 16 juin 1886 au Tonkin durant la guerre franco-chinoise.

## Carrière
En 1838, il est reçu à  l'École polytechnique après s'être auparavant présenté aux concours de 1836 et 1837. 
À sa sortie de l'école polytechnique il devient sous-lieutenant-élève d'artillerie à l'école d'application de Metz. C'est là, alors qu'il n'est encore qu'élève-officier, qu'il parvient à résoudre le problème du mouvement d'un corps solide. 
En 1841, passé lieutenant, passionné par les sciences mathématiques, il choisit de quitter l'armée et rentre à Paris où il s'établit comme mathématicien. 
C'est à cette époque qu'il devient un proche d'Auguste Comte, qu'il avait connu à l'École polytechnique où ce dernier est examinateur d’admission,. 
C'est chez Maximilien qu'Auguste Comte fera en 1844 la connaissance de  Clotilde qui devient sa muse,.
Durant ces années, Maximilien est l'un des principaux adeptes et contributeurs de la philosophie de Comte. Néanmoins, après le décès de Clotilde en 1846, les relations entre Auguste Comte et Maximilien se dégradent et les deux hommes cessent toute correspondance au moment même où Comte, sous l'influence de la disparition de Clotilde, refonde sa philosophie autour du concept de "positivisme religieux", prémices à la naissance de la « religion de l'humanité ». 
En 1862, soutenu par de M. Liouville et le général Poncelet, Maximilien  Marie est nommé répétiteur de mécanique, puis examinateur d’admission (1875) à l’École polytechnique, statuts qu'il exerce en poursuivant les travaux qui le mènent à écrire Théorie des fonctions de variables imaginaires, tomes I à III, Gauthier-Villars, 1874-1876 et Histoire des sciences mathématiques et physiques, tomes I à XII, Gauthier-Villars, 1883-1888.
Il devient  à partir de 1884 maire de Châtillon-sous-Bagneux. En 1890, il prend sa retraite de l'École polytechnique et meurt le 27 avril 1891 à son domicile rue Neuve à Chatillon,.

## Prix et décorations
- Chevalier (1876) puis officier (1880) de la Légion d'Honneur.
- Prix Francœur (1889–1890)

## Publications
- Théorie des fonctions de variables imaginaires, tomes I à III, Gauthier-Villars, 1874-1876, 3 volumes (lire en ligne).
- Histoire des sciences mathématiques et physiques, en 12 volumes, publiés de 1883 à 1888, où il accorde une place importante à l'algèbre de François Viète[7] 
(lire sur Archive : t. 1, de Thalès á Diophante, 1883. – t. 2, de Diophante à Viète, 1883. – t. 3, de Viète à Descartes, 1884. – t. 4, de Descartes à Huyghens, 1884. – t. 5, de Huyghens à Newton, 1884. – t. 6 et t. 7, de Newton à Euler, 1885. – t. 8, d'Euler à Lagrange, 1886. – t. 9, de Lagrange à Laplace, 1886. – t. 10, de Laplace à Fourier, 1887. – t. 11, de Fourier à Arago, 1887. – t. 12, d'Arago à Able et aux géomètres contemporains, 1888).